# Escaravelho
Escaravelho é o nome comum dado às várias espécies de insetos coleópteros que pertencem à família Scarabaeidae. Esse grupo de insetos apresenta uma grande diversidade de hábitos alimentares e modos de vida. Nele se incluem desde besouros pequenos até enormes, como o besouro-golias, além do famoso escaravelho sagrado (Scarabeus sacer), da família dos besouros conhecidos como besouros do esterco.
Na língua portuguesa existem muitos nomes populares dados às espécies de escaravelhos, como: carocha, carochinha, besouro do esterco, capitão, caracachá, cascudo, coró, bicho-bolo, bicho-bola, bicho-gordo, besouro-de-chifre, touro-voador, entre outros.

## Etimologia
A palavra "escaravelho", conhecida no português antigo como escaraveo, tem origem no latim vulgar scarabicŭlu, variante diminutiva de scarabaeus, originada do grego antigo κάραβος ("kárabos", e significa besouro).

## Características

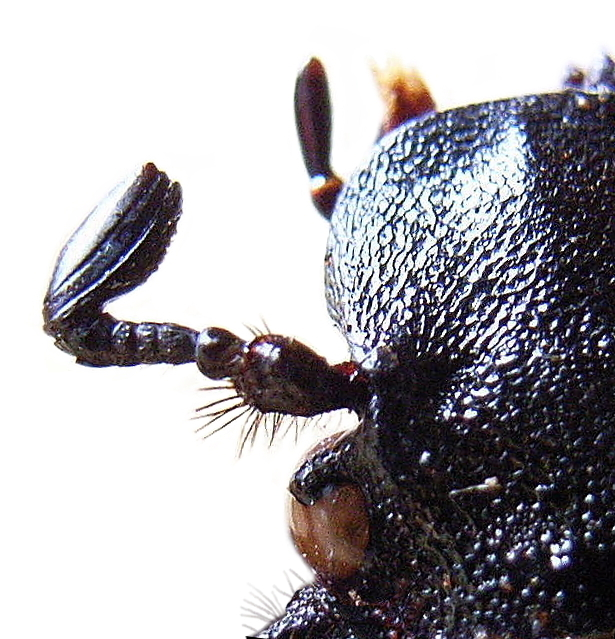
Antena curta e lamelada, típica dos escaravelhos

Uma das características principais que diferenciam os escaravelhos de muitas outras famílias de besouros é a antena curta e lamelada (uma antena geralmente com os 3 últimos segmentos maiores e organizados em lamelas, como as páginas de um livro) e o corpo no geral compacto e rubusto.
Podem apresentar várias cores (foscas, brilhantes e até metálicas) e tamanhos, de 1,4 milimetros até 16,6 centímetros.
Suas pernas geralmente apresentam pequenos espinhos e garras afiadas, que podem espetar levemente a pele quando manipulados. Suas larvas também têm uma aparência característica, com cabeça bem proeminente e corpo robusto, chamadas popularmente de corós.
Certas espécies apresentam dimorfismo sexual, com os machos  bastante diferentes das fêmeas, apresentando chifres nas cabeças e tronco, como ocorre nos grupos Dynastinae e Scarabaeinae.

### Alimentação
As espécies de escaravelhos se dividem em dois grandes grupos: as que se alimentam de material orgânica em decomposição (fezes, carniça, madeira podre, entre outras) e as que se alimentam de folhas, frutas, pólen e outras partes vegetais. Talvez os indivíduos mais famosos deste grupo de insetos sejam os besouros do esterco (da subfamilia Scarabaeinae), um grupo com várias espécies de escaravelhos que se alimentam de fezes e carniça.

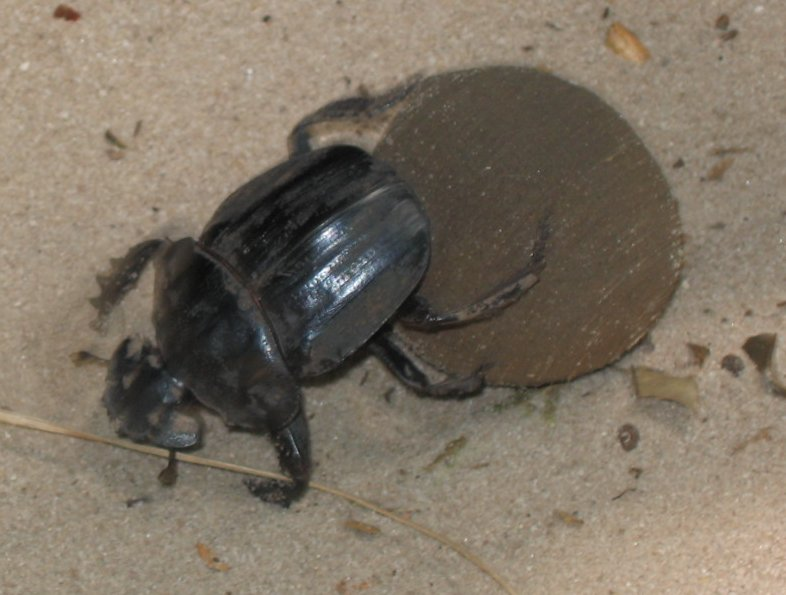
Espécie que se alimenta de fezes, da subfamilia Scarabaeinae.
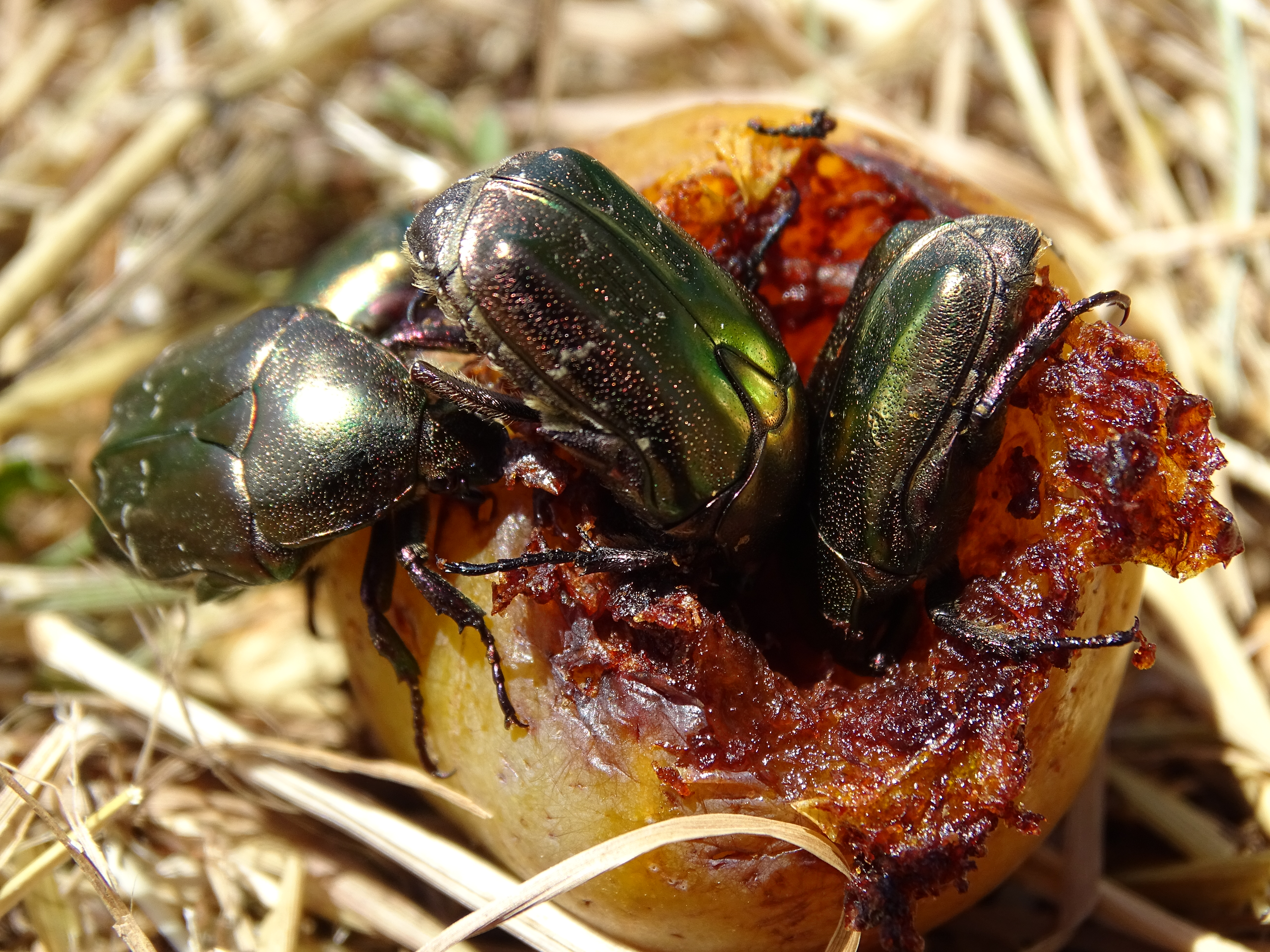
Espécie que se alimenta de frutas, da subfamilia Cetoniinae.
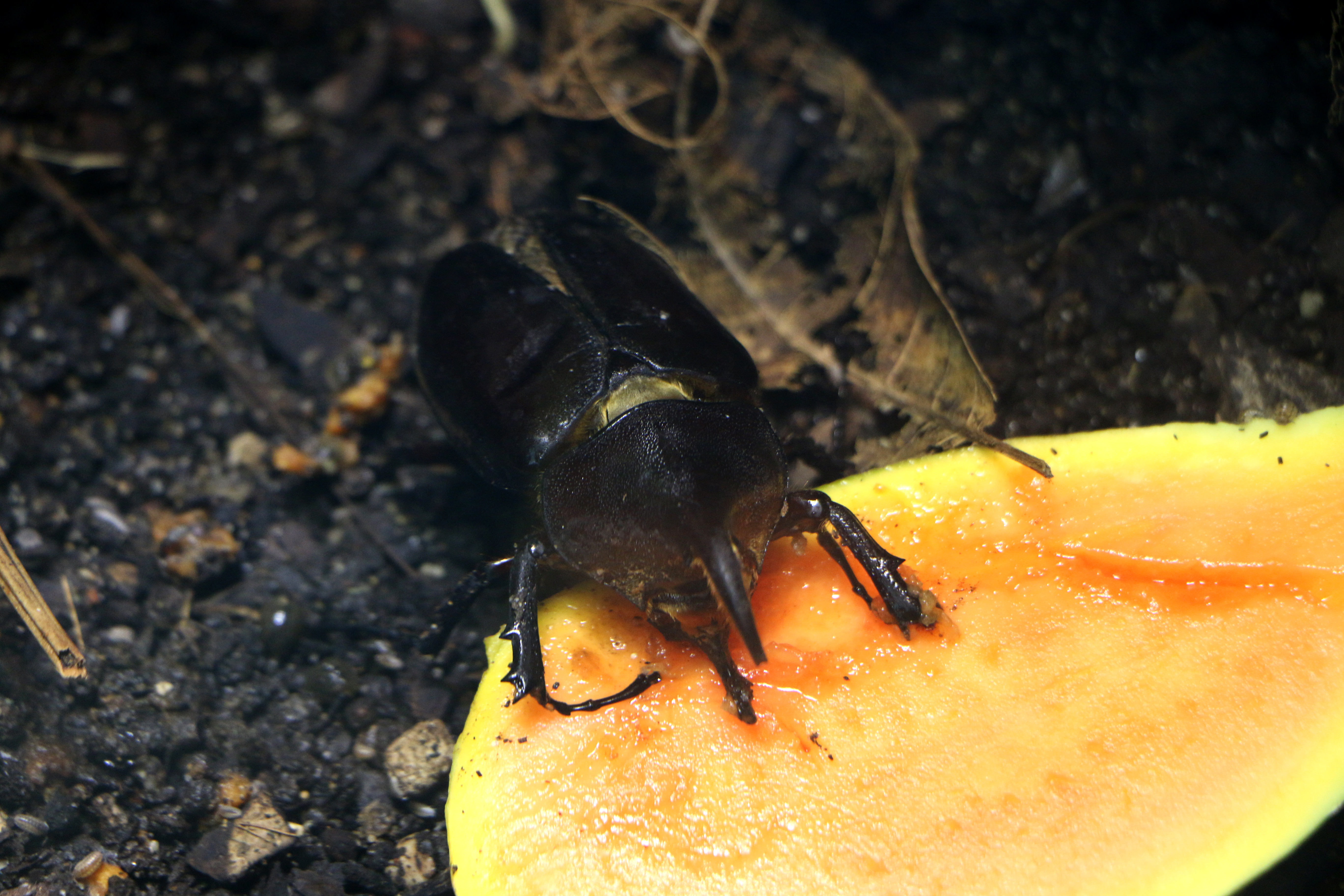
Espécie que se alimenta de frutas, da subfamilia Dynastinae.
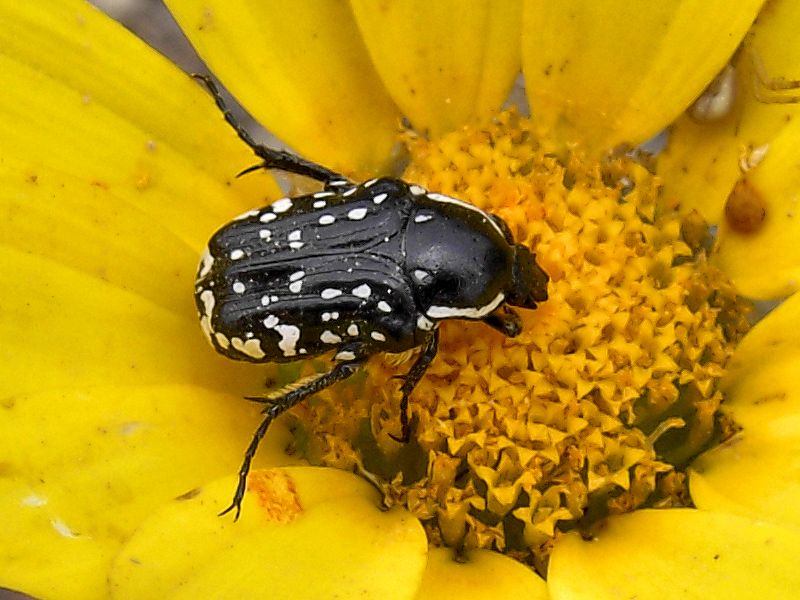
Espécie se alimentando de pólen, da subfamilia Cetoniinae.
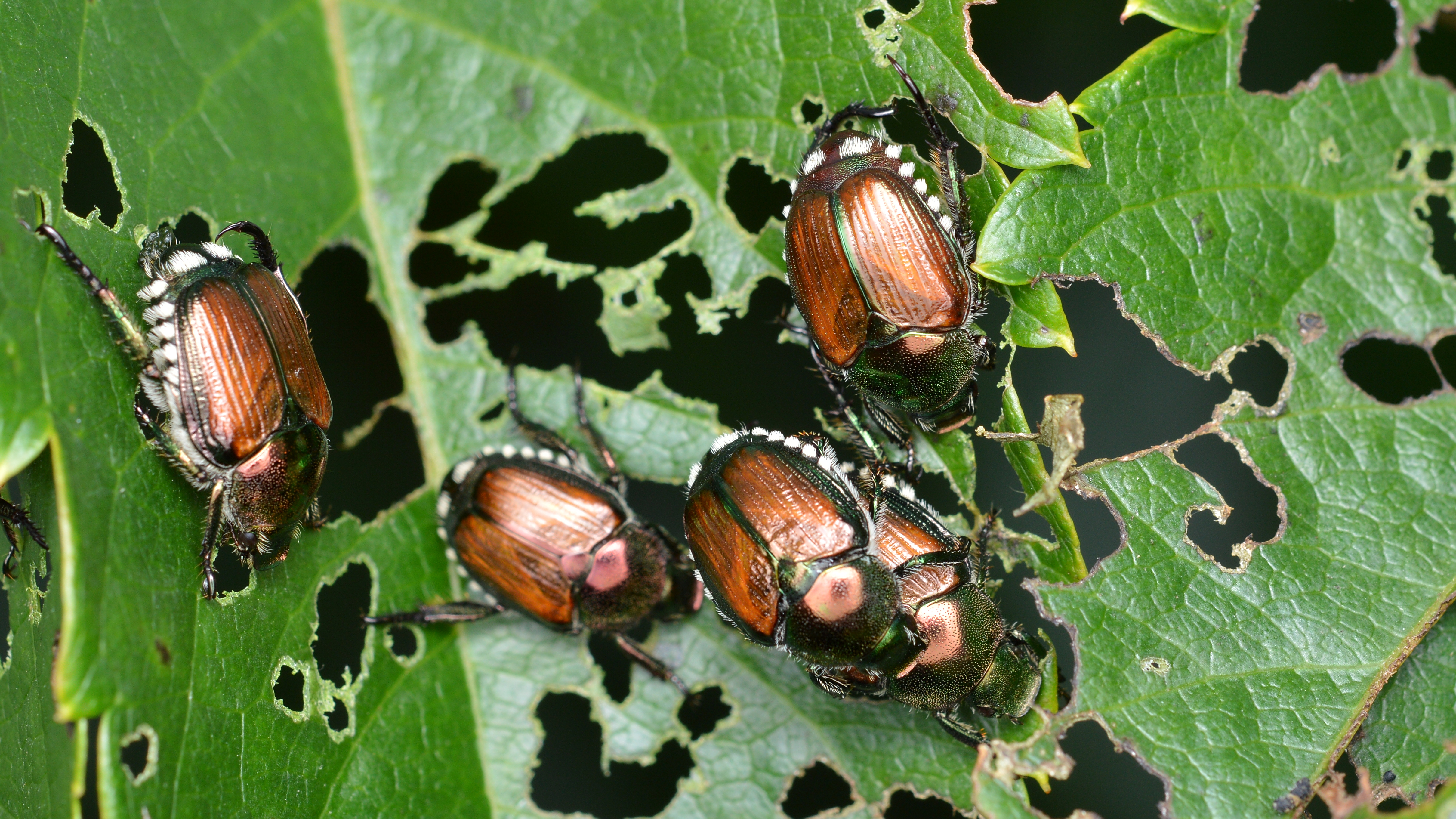
Espécie herbívora, da subfamilia Rutelinae.

## Ciclo de vida
Como todos os besouros (Ordem Coleoptera) apresentam metamorfose completa, com os estágios de: ovo, larva, pupa e adulto, sendo que o modo de vida e alimentação das larvas muitas vezes é totalmente diferente dos adultos. Por exemplo, em determinadas espécies a larva come madeira podre e o adulto come folhas. Nas subfamilias Dynastinae e Rutelinae há larvas de muitas espécies que se alimentam de madeira em decomposição e outras de raízes de gramíneas. Já, nos besouros do esterco, as larvas se alimentam de fezes ou carniça.

## Ecologia

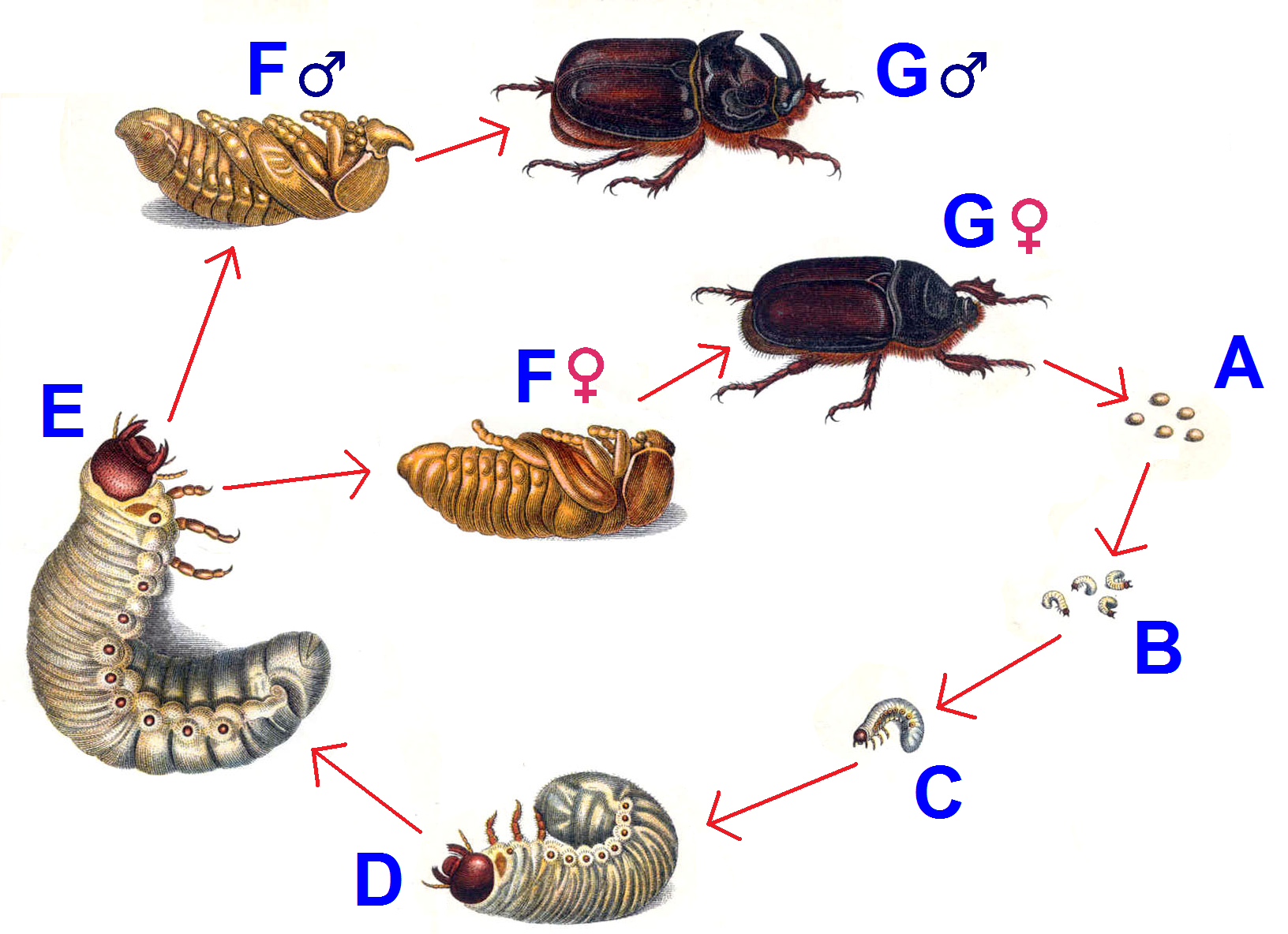
Ciclo de vida de um escaravelho: A: ovos. B-C-D-E: larvas em crescimento. F: pupa. G: adultos, macho e fêmea

Muitas espécies de escaravelhos são benéficas, atuando como polinizadores e decompositoras de matéria orgânica, sendo poucas espécies consideradas pragas agrícolas.  As fêmeas de certas espécies (como as do escaravelho sagrado) preparam uma bolinha de excremento (esterco), às vezes cobertas de barro, na qual põem o ovo, e que enterram depois de empurrá-la a certa distância. Ao realizar o transporte e enterramento dos excrementos que se utilizam, acarretam a aceleração do processo de ciclagem dos nutrientes, além de promoverem a remoção e a reentrada de matéria orgânica no solo, consequentemente, melhoram a aeração do solo, tornando-o mais fértil.

## Cultura
A humanidade há muito tem interagido com os escaravelhos. No Egito Antigo, os besouros do esterco eram considerados seres sagrados, sendo usados como amuletos relacionados com a vida após a morte e a reencarnação, muito usados nas mumificações para proteger o morto no caminho para o além.

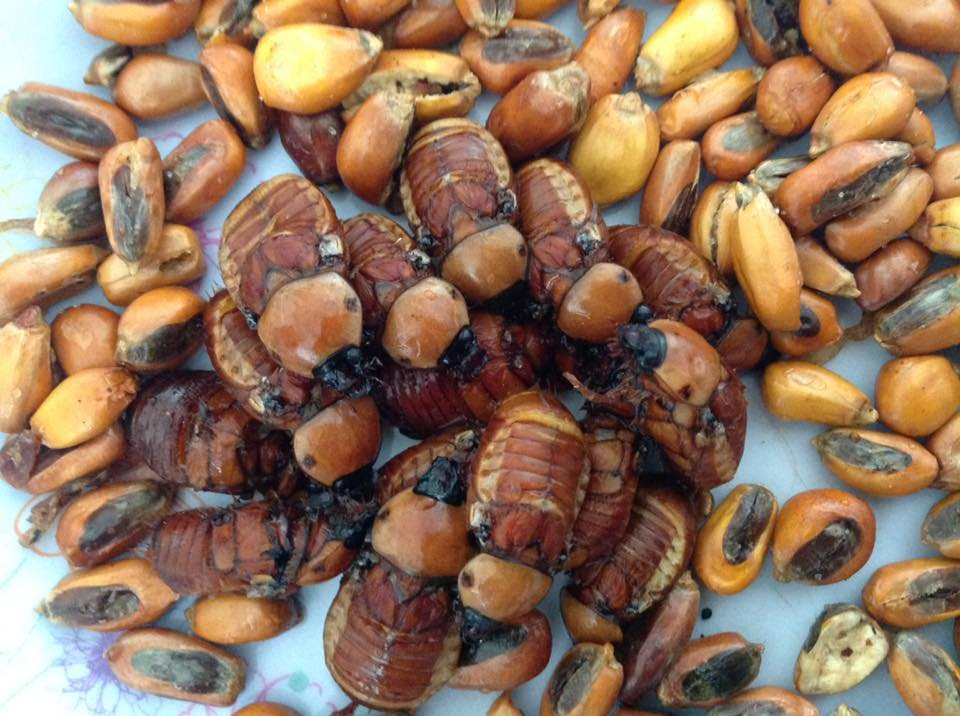
Catzo blanco, prato típico de regiões do Equador, feito com escaravelhos da espécie Platycoelia lutescens

Já, em diversos locais do globo a entomofagia é praticada com os escaravelhos, com populações tradicionais utilizando as larvas de certas espécies de escaravelhos como alimento, sendo que no Equador, escaravelhos adultos da espécie Platycoelia lutescens são considerados prato típico. Outras populações, como indígenas da América do Sul e África, têm ou tiveram o hábito de utilizar as carapaças brilhantes de escaravelhos mortos como decoração e ornamento.
Atualmente, algumas espécies de grande tamanho também tem sido utilizadas como animais de estimação exóticos, como os besouros-hércules.

## Subfamílias
Os diferentes grupos de escaravelhos são divididos em várias subfamilias, que dependendo do sistema de classificação, com algumas sendo consideradas famílias por certos pesquisadores. Cada família apresenta hábitos diferentes. Segundo o catálogo Family-group in Coleoptera (Insecta) de 2011, por Patrice Bouchard et al., a família é composta por:
- † Lithoscarabaeinae Nikolajev, 1992
- Chironinae Blanchard, 1845
- Aegialiinae Laporte, 1840
- Eremazinae Iablokoff-Khnzorian, 1977
- Aphodiinae Leach, 1815
- Aulonocneminae Janssens, 1946
- Termitotroginae Wasmann, 1918
- Scarabaeinae Latreille, 1802
- † Prototroginae Nikolajev, 2000
- † Cretoscarabaeinae Nikolajev, 1995
- Dynamopodinae Arrow, 1911
- Phaenomeridinae Erichson, 1847
- Orphninae Erichson, 1847
- Allidiostomatinae Arrow, 1940
- Aclopinae Blanchard, 1850
- Melolonthinae Leach, 1819
- Rutelinae MacLeay, 1819
- Dynastinae MacLeay, 1819
- Cetoniinae Leach, 1815

## Diversidade de espécies
Há cerca de 30 mil espécies de escaravelhos no mundo.[carece de fontes?]. Entre elas podemos destacar os enormes besouro-golias e besouro-hércules e "besouros-jóia", conhecidos por seu brilho e beleza, como as espécies de Coprophaneus, Phaneus e Chrysina. Algumas espécies são pragas, como Popilia japonica. Outras espécies bastante comuns no Brasil, são os besouros do esterco Canthon e Dichotomius, entre outros.

Abaixo segue uma galeria com uma amostra da diversidade de escaravelhos, com o nome da espécie e subfamilia:

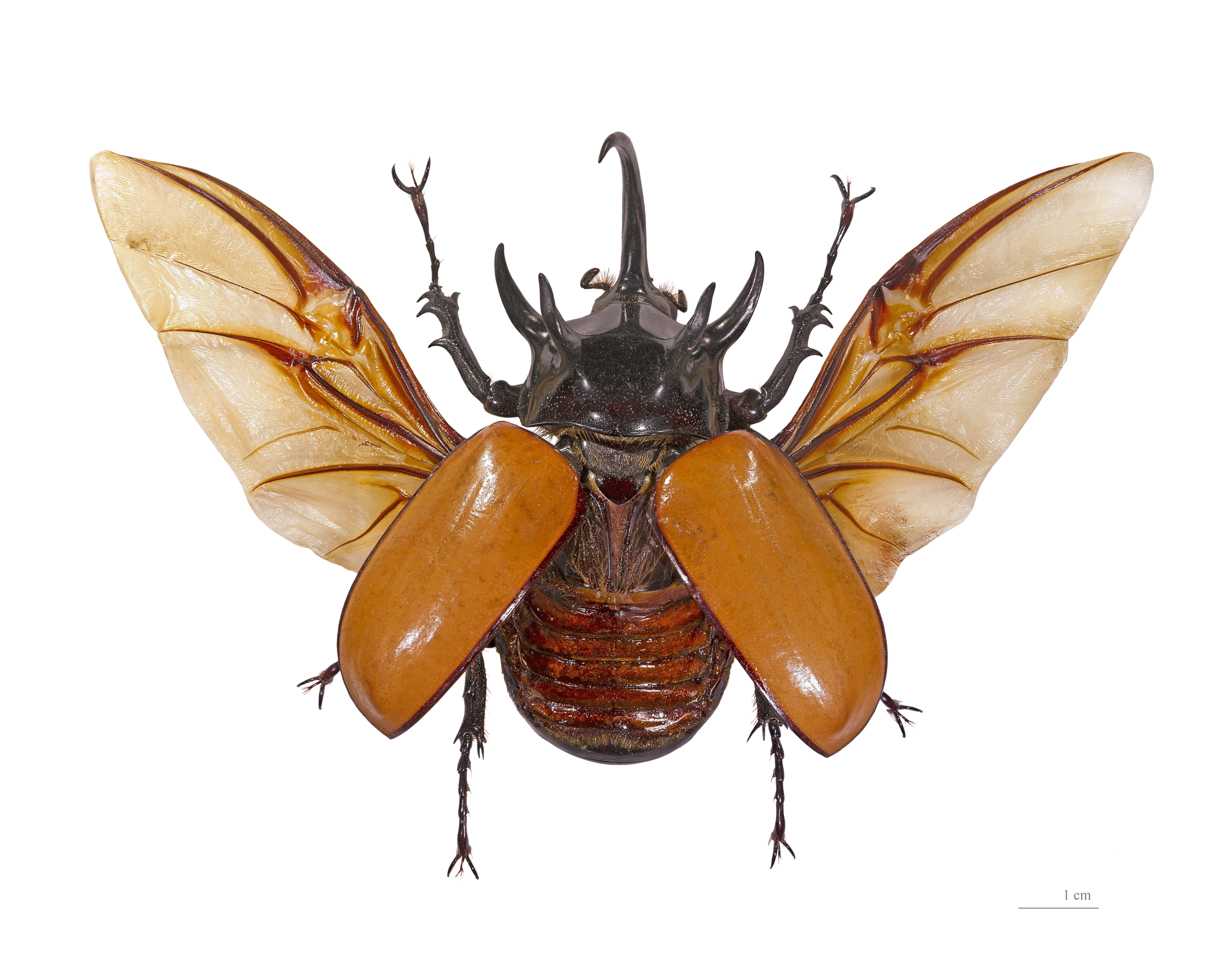
Eupatorus gracilicornis: Dynastinae
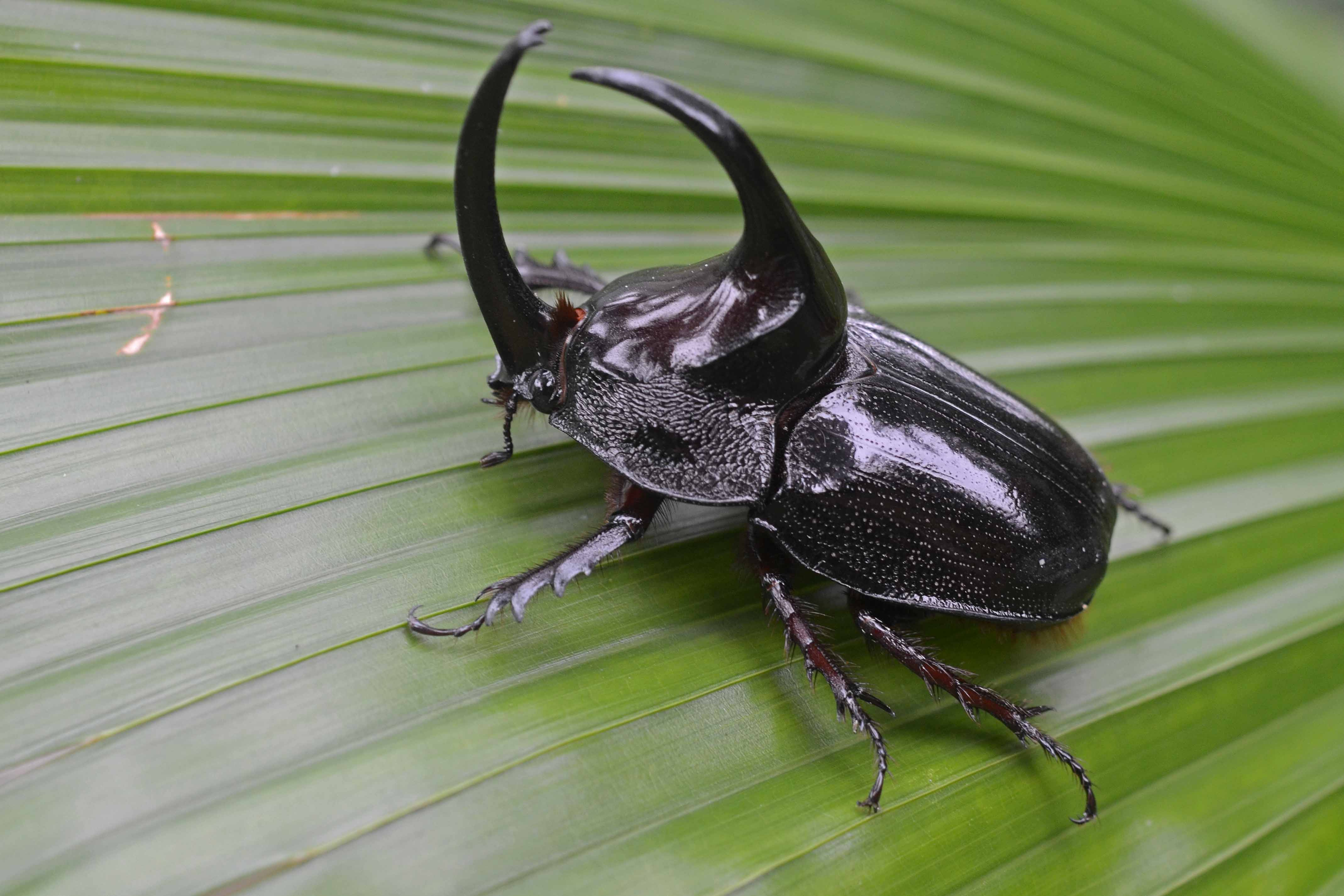
Enema pan: Dynastinae
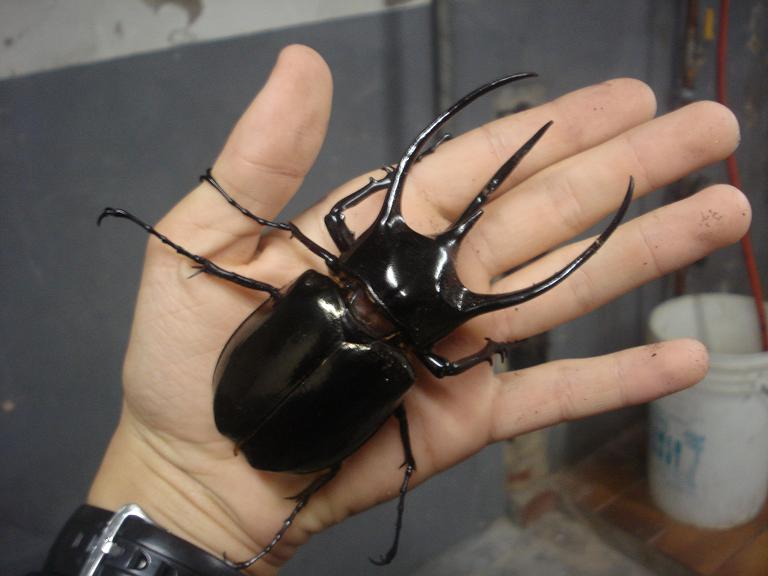
Chalcosoma caucasus: Dynastinae
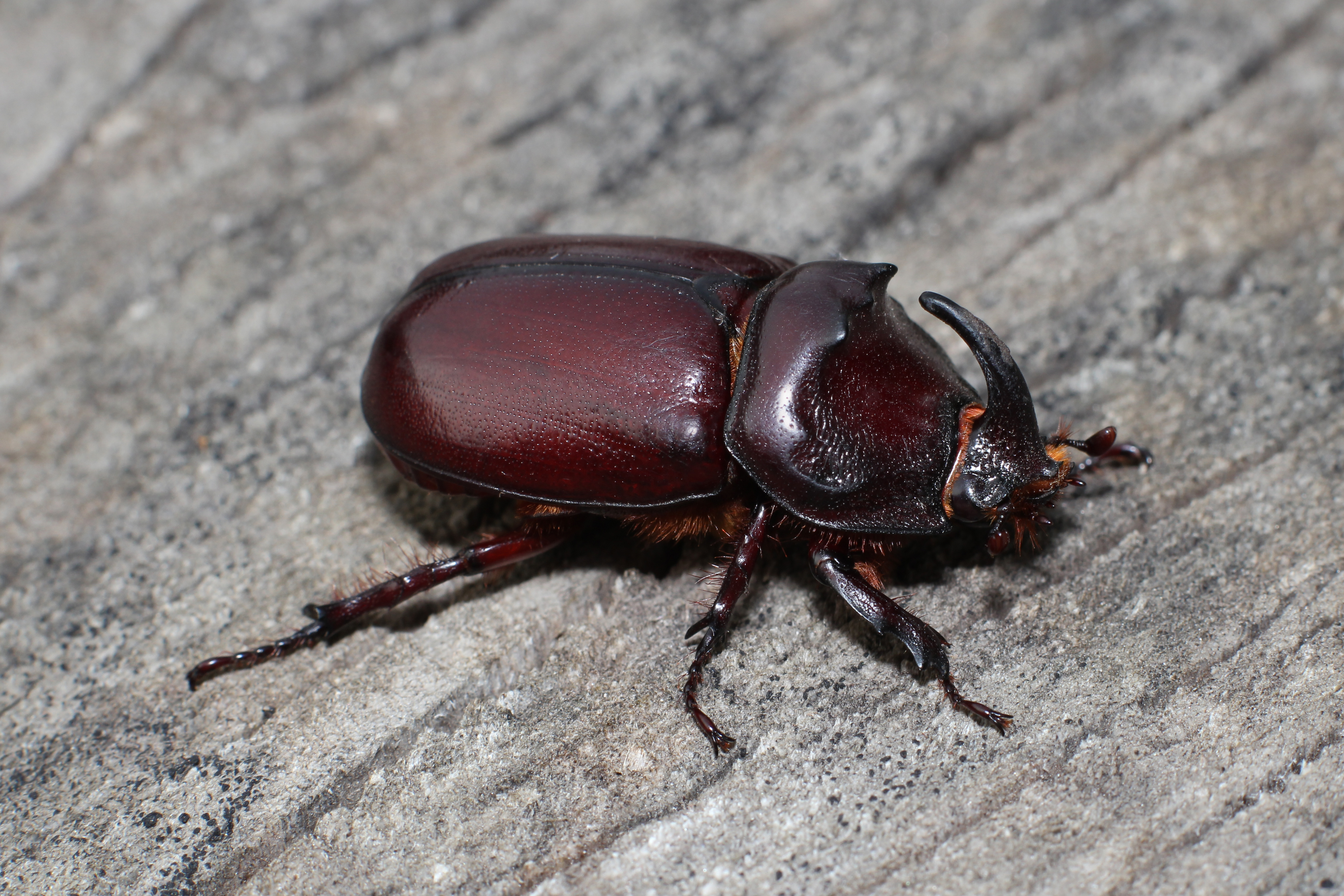
Oryctes nasicornis: Dynastinae
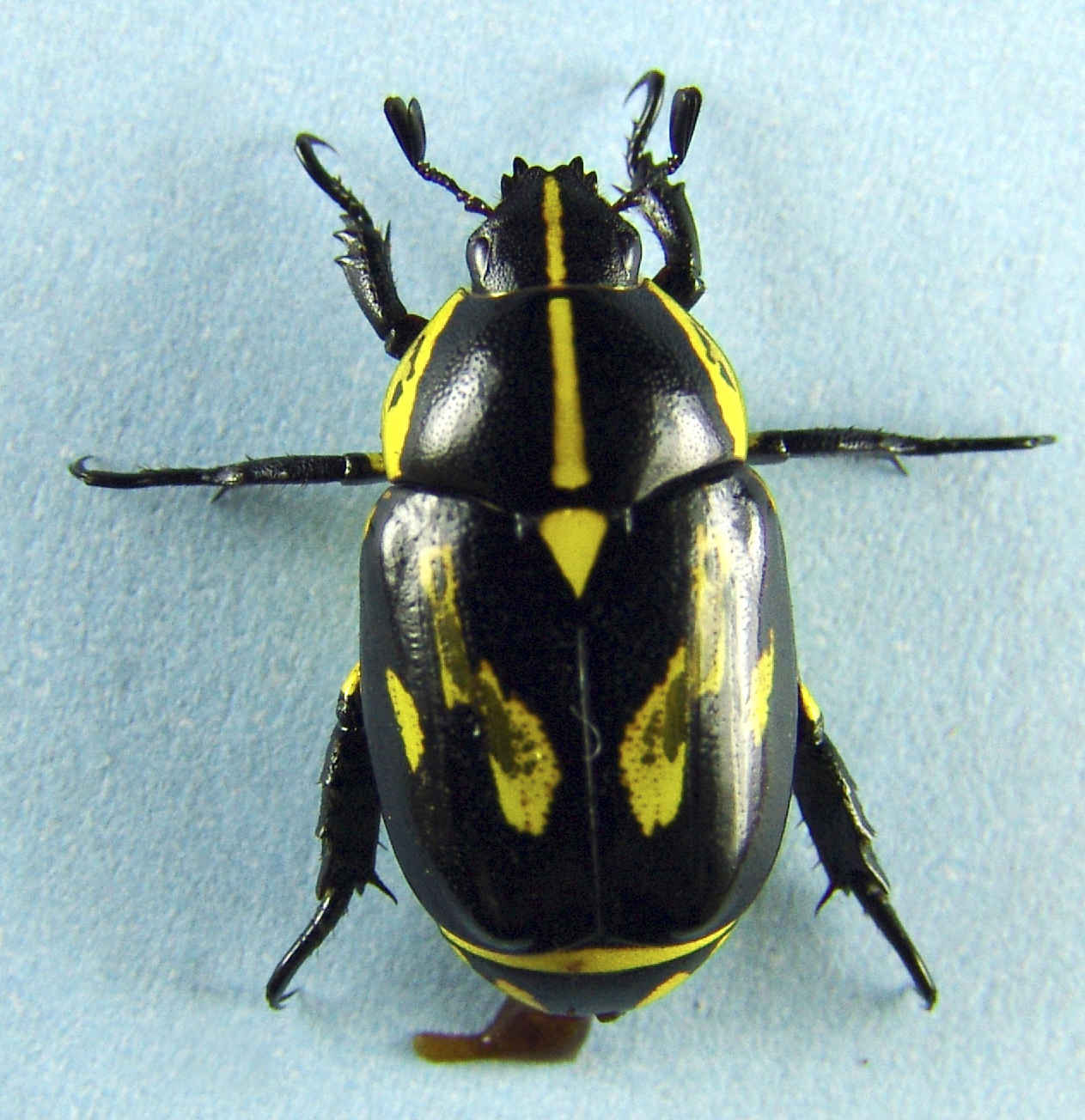
Rutela lineola: Rutelinae
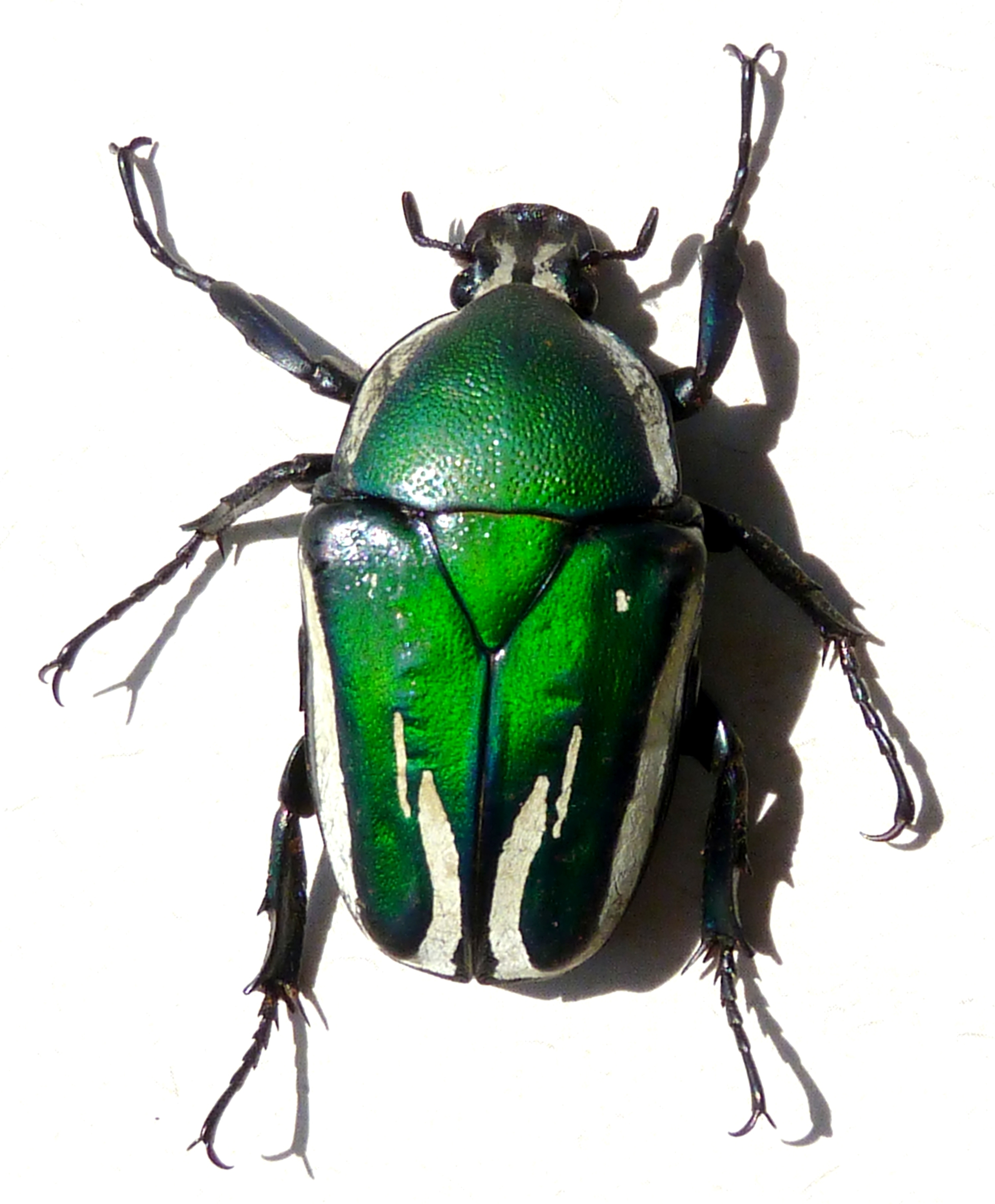
Dicronorrhina derbyana: Cetoniinae
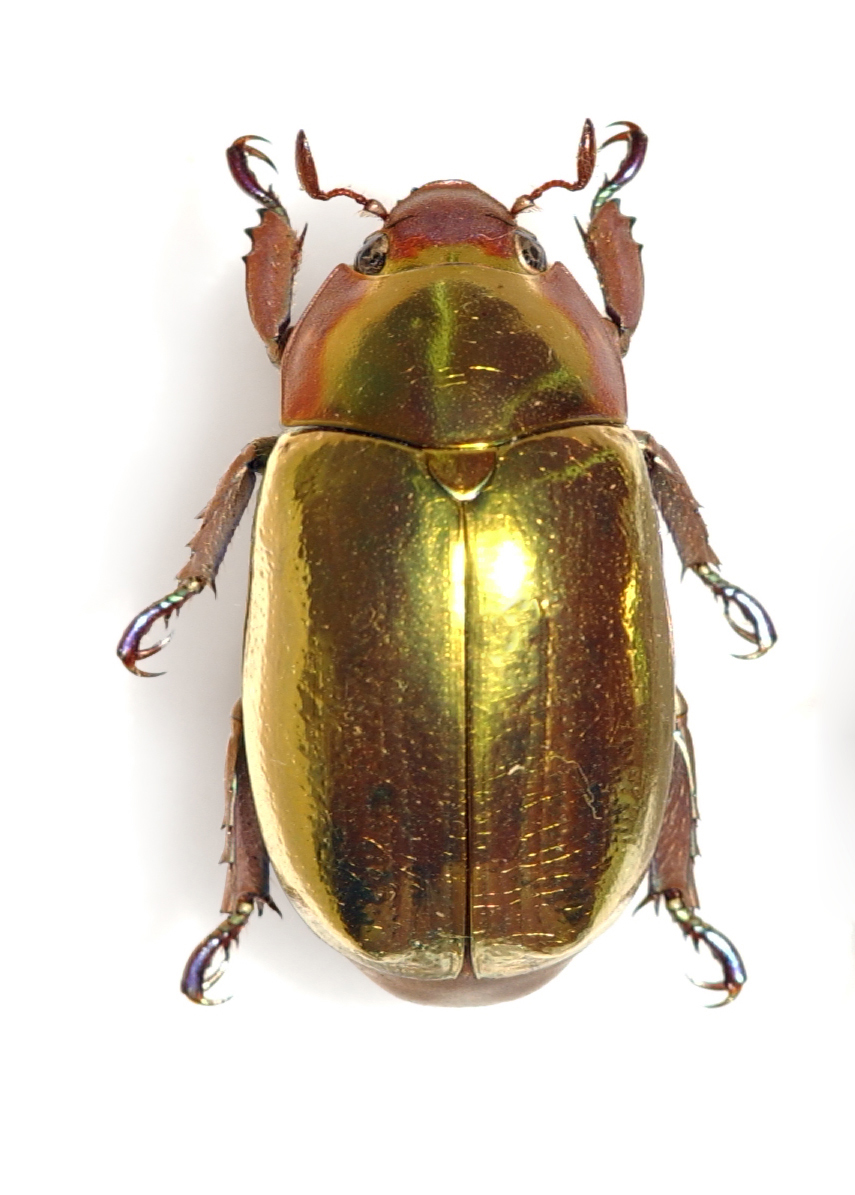
Chrysina aurigans: Rutelinae
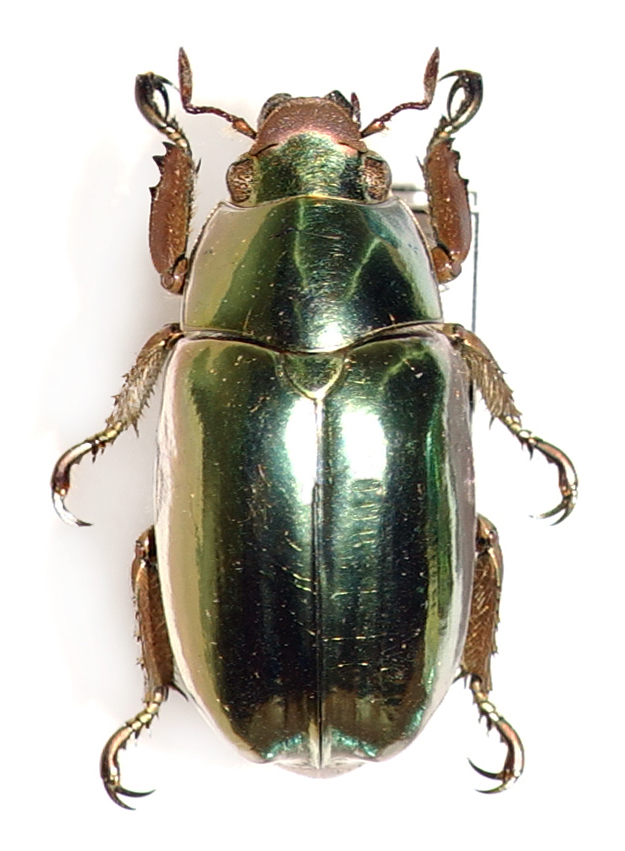
Chrysina chrysargyrea: Rutelinae
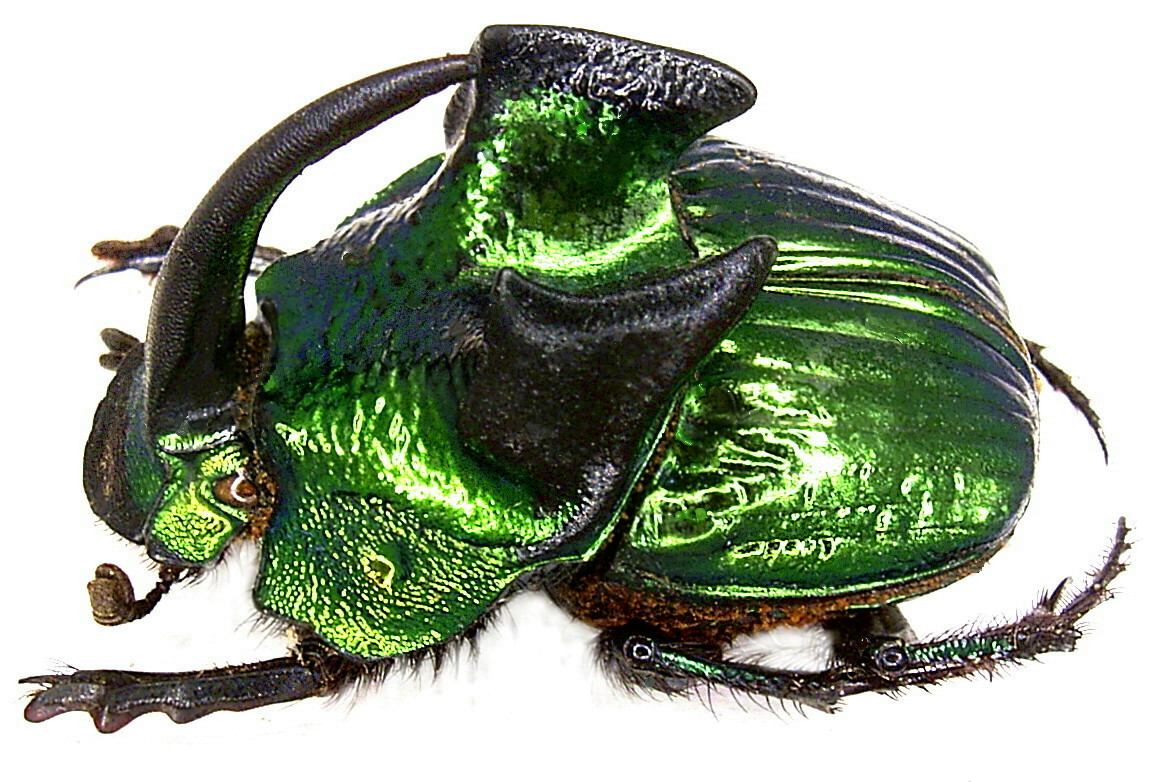
Phanaeus demon: Scarabaeinae
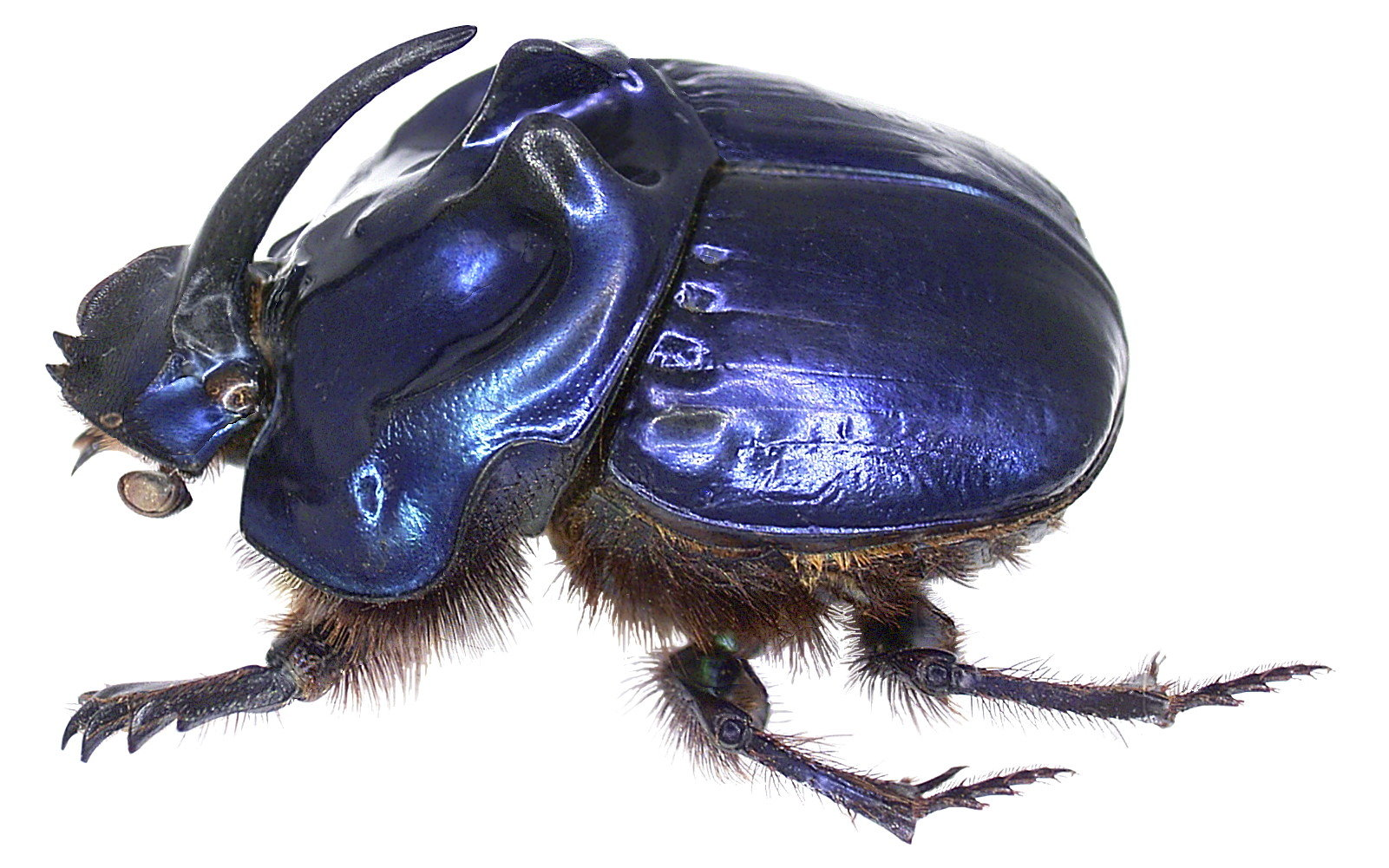
Coprophanaeus saphirinus: Scarabaeinae
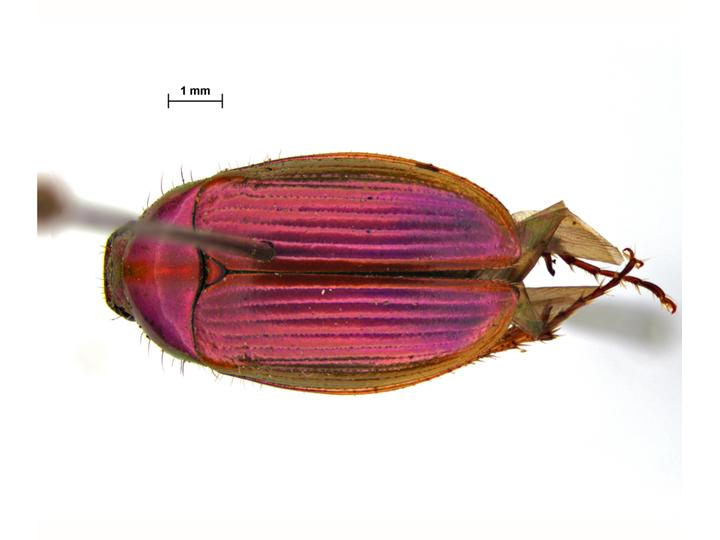
Pyronota festiva: Melolonthinae
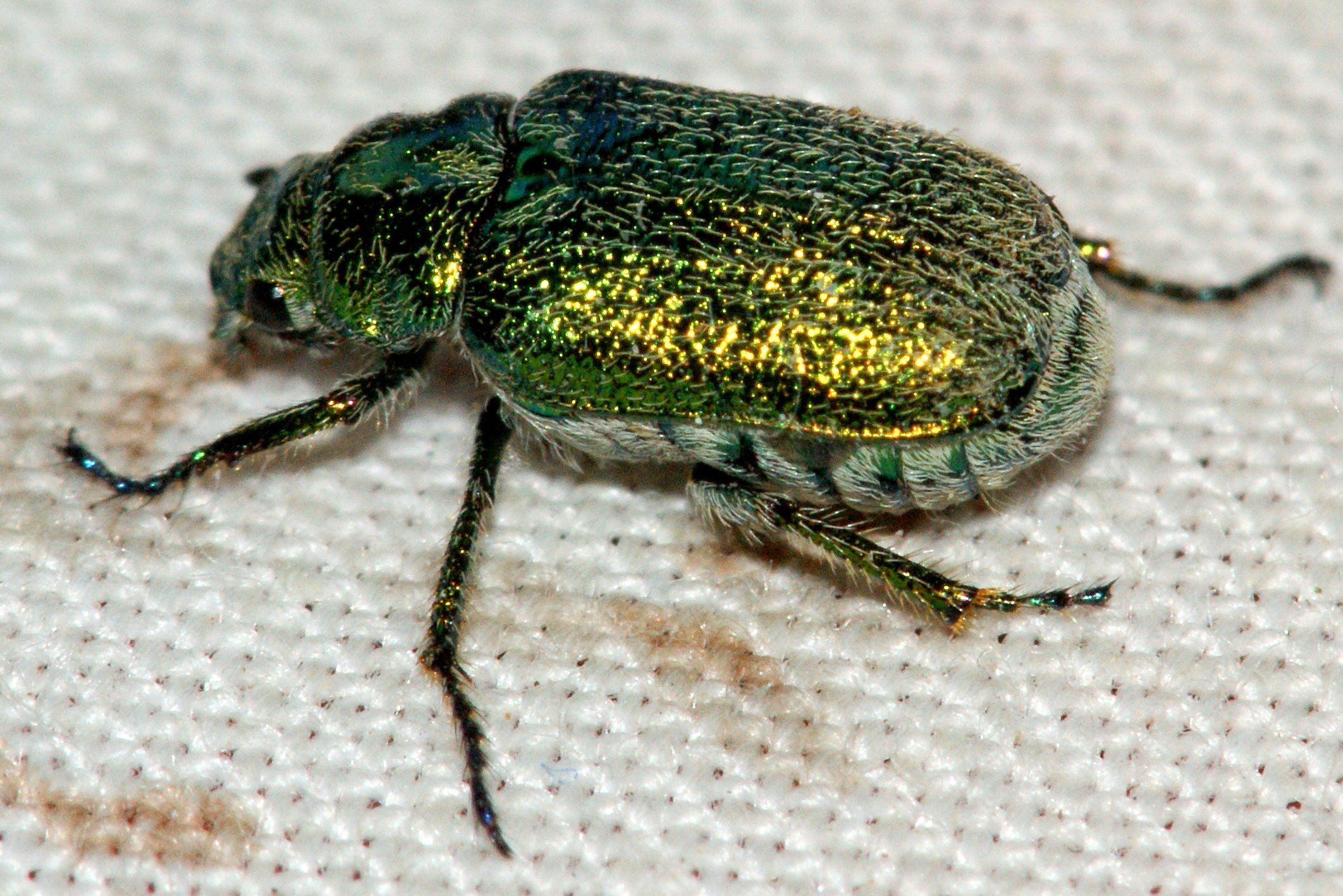
Diphucephala sp.: Melolonthinae.